# Демидовка (Татарстан)
Демидовка (тат. Демидовка) — село в Алькеевском районе Татарстана. Входит в состав Салманского сельского поселения.

## География
Находится в южной части Татарстана на расстоянии приблизительно 15 км по прямой на северо-северо-запад от районного центра села Базарные Матаки у речки Салманка.

## История
Основано в первой половине XVIII века.

## Население
Постоянных жителей было: в 1859 году — 289, в 1897 — 363, в 1908 — 398, в 1926 — 201, в 1938 — 148, в 1949 — 124, в 1958 — 89, в 1970 — 119, в 1979 и 1989 — 115, в 2002 — 131 (русские 92 %), 114 — в 2010.